# Caerostris sexcuspidata
Espèce
Synonymes
- Aranea sexcuspidata Fabricius, 1793
- Epeira imperialis Walckenaer, 1841
- Epeira tuberculosa Vinson, 1863
- Caerostris keyserlingii Thorell, 1868
- Caerostris mitralis humilis Thorell, 1868
- Caerostris mitralis turrigera Thorell, 1868
- Caerostris wahlbergii Thorell, 1868
- Caerostris femoralis Thorell, 1899
- Caerostris argostictus Pocock, 1900
- Caerostris mimicus Strand, 1906
- Caerostris kibonotensis Tullgren, 1910
- Caerostris insularis Strand, 1913
- Caerostris schubotzi Strand, 1913
- Caerostris voeltzkowi Strand, 1916
- Caerostris hnatiukae Roberts, 1983

Caerostris sexcuspidata est une espèce d'araignées aranéomorphes de la famille des Araneidae.

## Distribution
Cette espèce se rencontre en écozone afrotropicale, de l'Afrique du Sud au Cameroun et à l'Éthiopie et à Madagascar, aux Comores et aux Seychelles.

## Habitat
Elle vit dans les forêts humides. Elle est la plus répandue des araignées d'écorce trouvées en Afrique australe

## Description

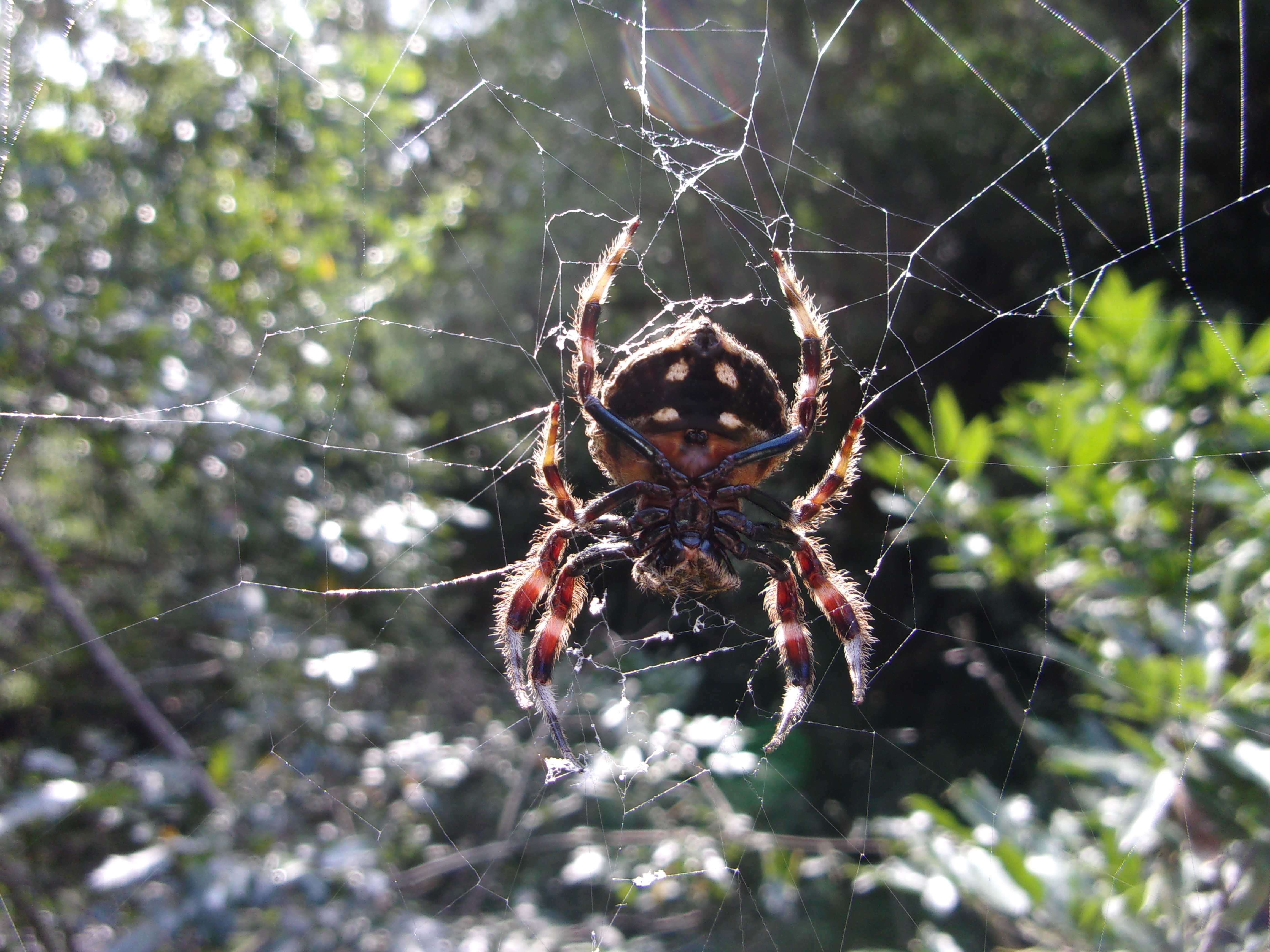
Caerostris sexcuspidata

La femelle mesure 2 cm. Elle présente des variations considérables dans la forme de l'abdomen.  L'abdomen dépasse de la carapace, tandis que les huit petits yeux sont situés sur un tubercule à l'avant de la carapace.
La surface dorsale est énigmatiquement colorée avec des projections cornées qui facilitent le camouflage ; les pattes sont de couleur terne vues de dessus et clairement zébrées vues de dessous.

## Mode de vie
Il s'agit d'une araignée principalement nocturne et arboricole. Ces araignées peuvent être trouvées sur leurs toiles dans les zones forestières ombragées pendant la journée.
La femelle construit une grande toile orbique s'étendant entre les arbres ou les arbustes. Pendant la journée, elle démonte sa toile et se retire sur une branche voisine, repliant ses jambes couvertes de poils fins contre son corps, pour se fondre dans l'environnement et ressembler à une partie d'une branche, complétée par des renflements de croissance.

## Systématique et taxinomie
Cette espèce a été décrite sous le protonyme Aranea sexcuspidata par Fabricius en 1793. Elle est placée dans le genre Epeira par Walckenaer en 1805, dans le genre Eurysoma par C. L. Koch en 1850 puis dans le genre Caerostris par Simon en 1895.
Epeira imperialis a été placée en synonymie par Bonnet en 1956.
Epeira tuberculosa, Caerostris keyserlingii, Caerostris mitralis humilis, Caerostris mitralis turrigera, Caerostris wahlbergii, Caerostris femoralis, Caerostris argostictus, Caerostris mimicus, Caerostris kibonotensis, Caerostris insularis, Caerostris schubotzi, Caerostris voeltzkowi et Caerostris hnatiukae ont été placées en synonymie par Grasshoff en 1984.

## Galerie

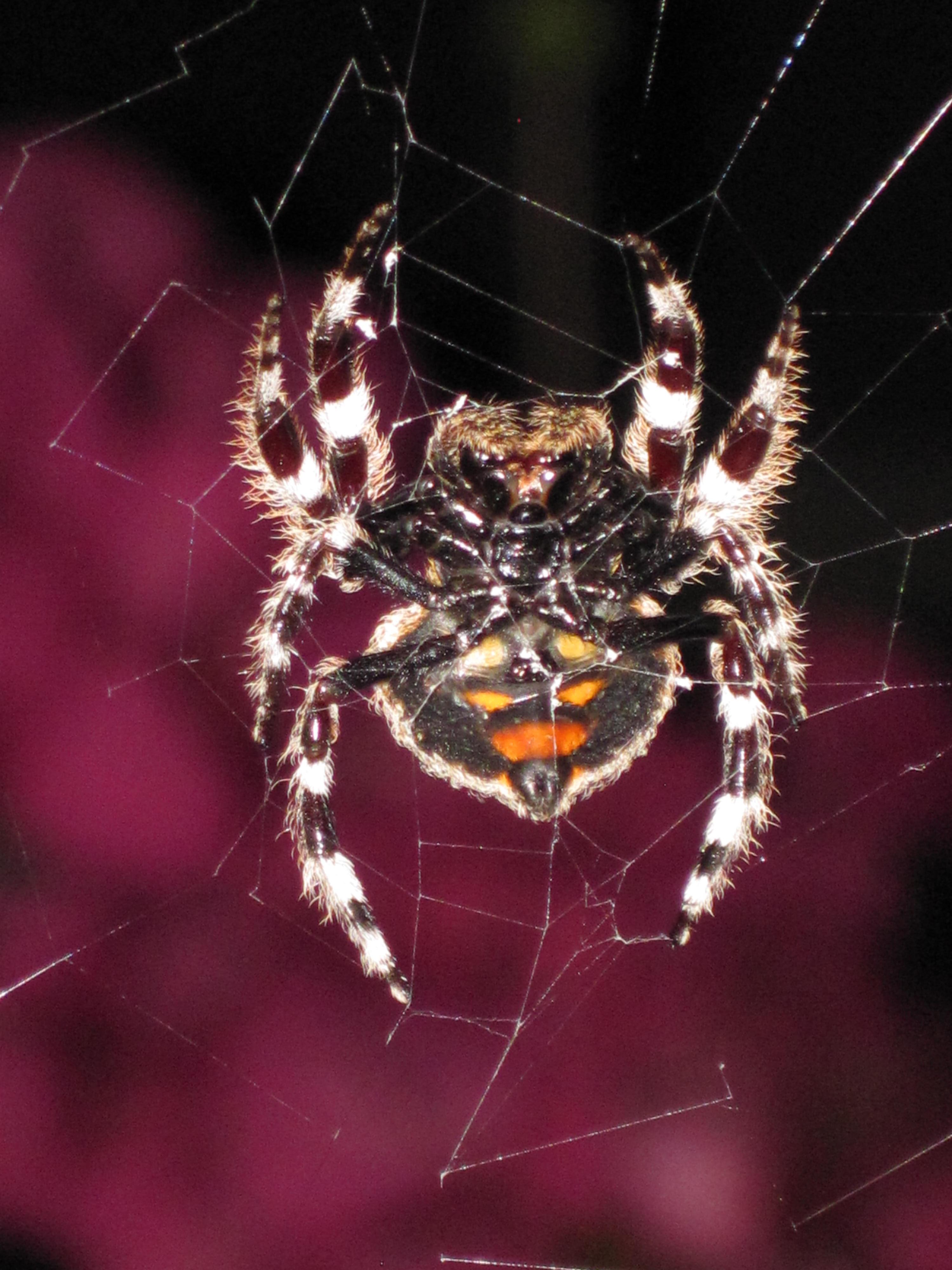
Vue ventrale.
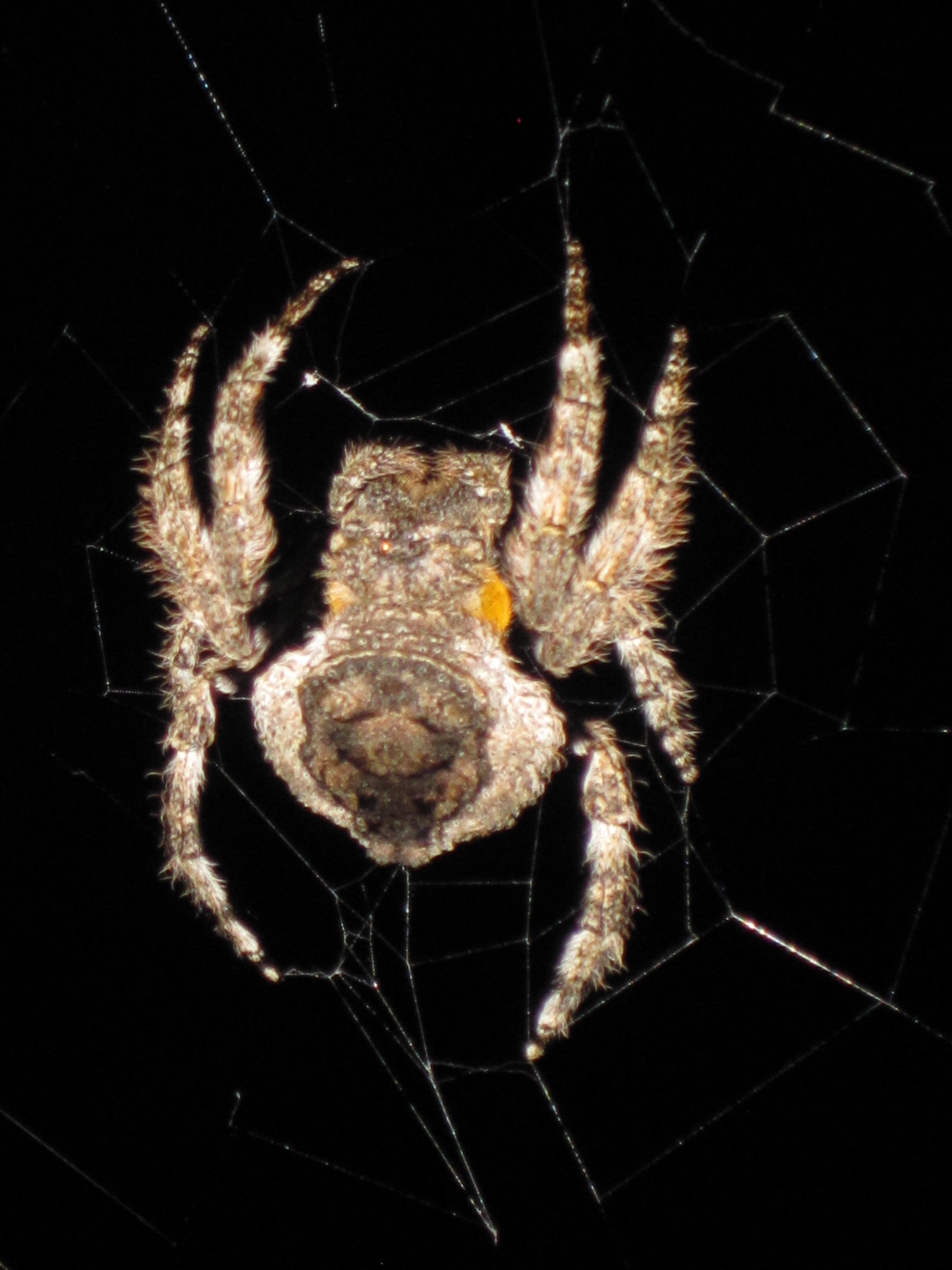
Vue dorsale.
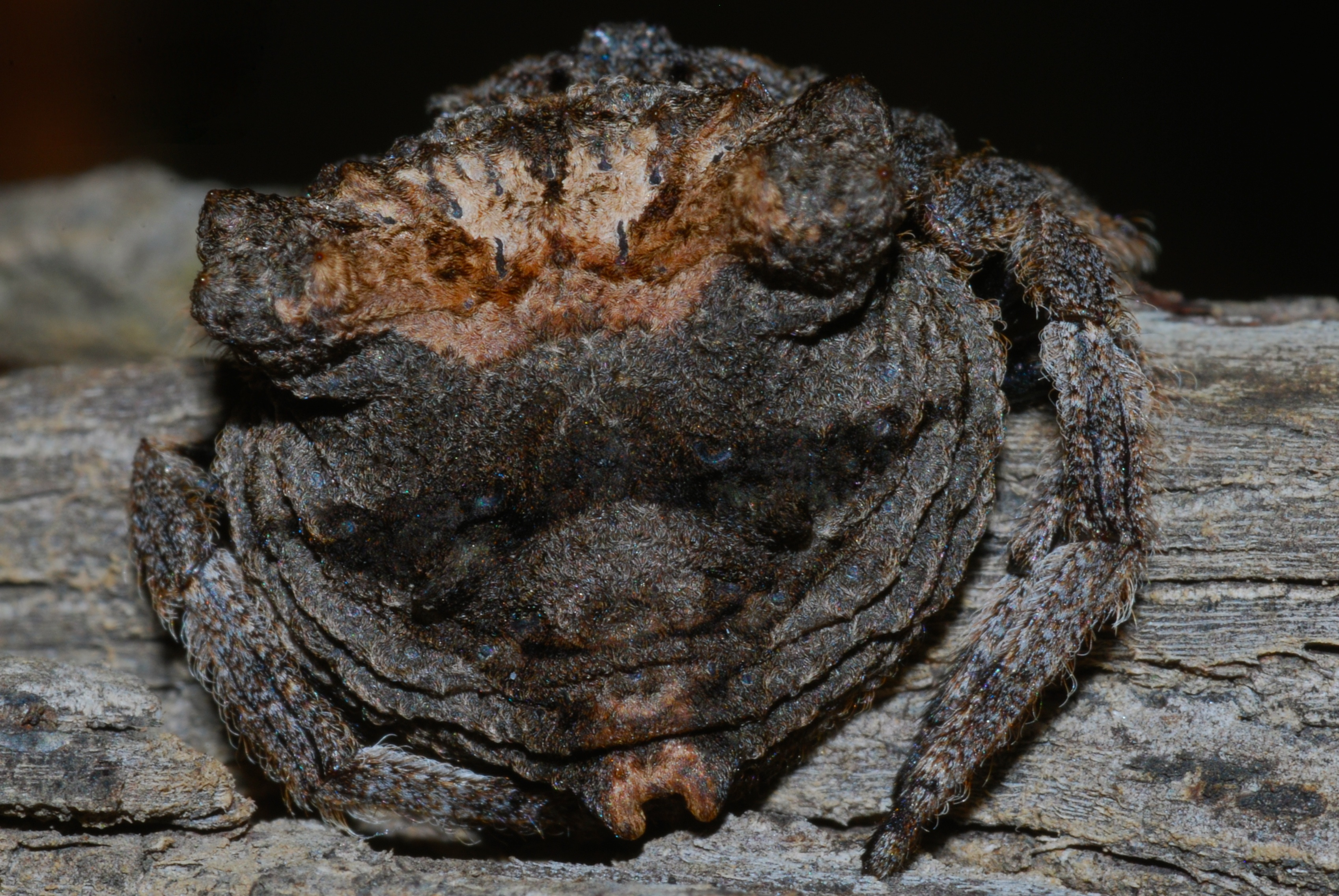
Femelle camouflée.
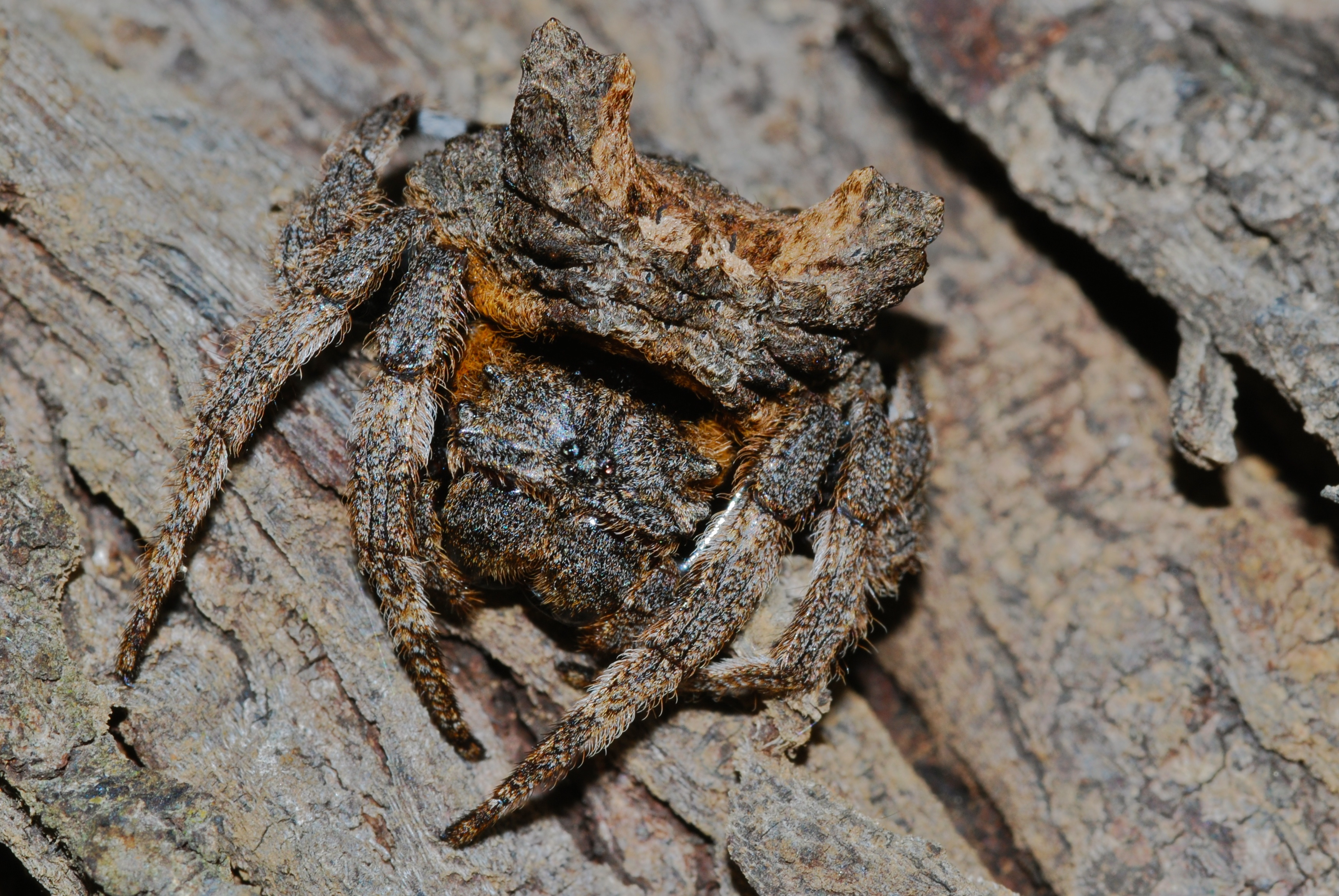
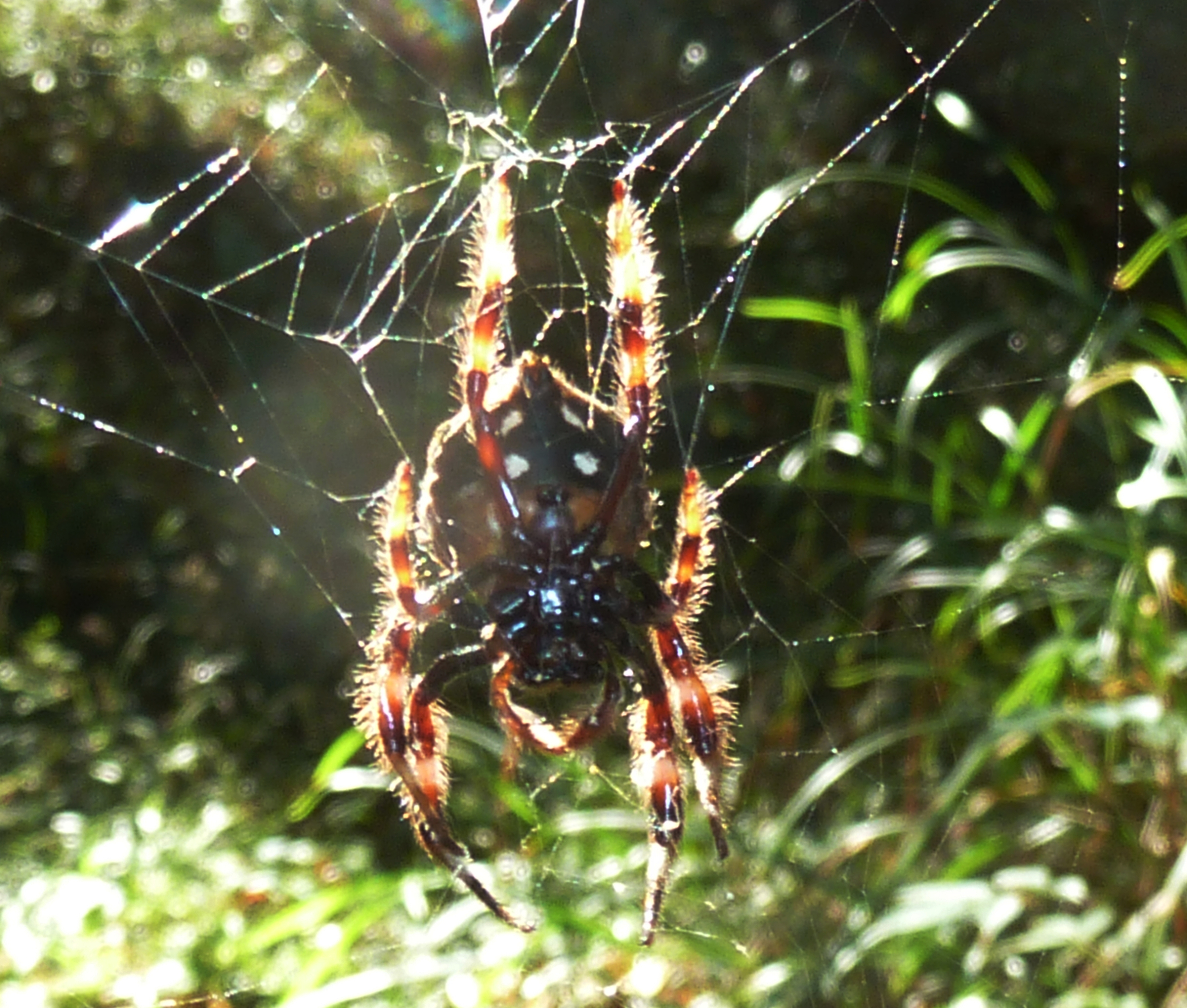
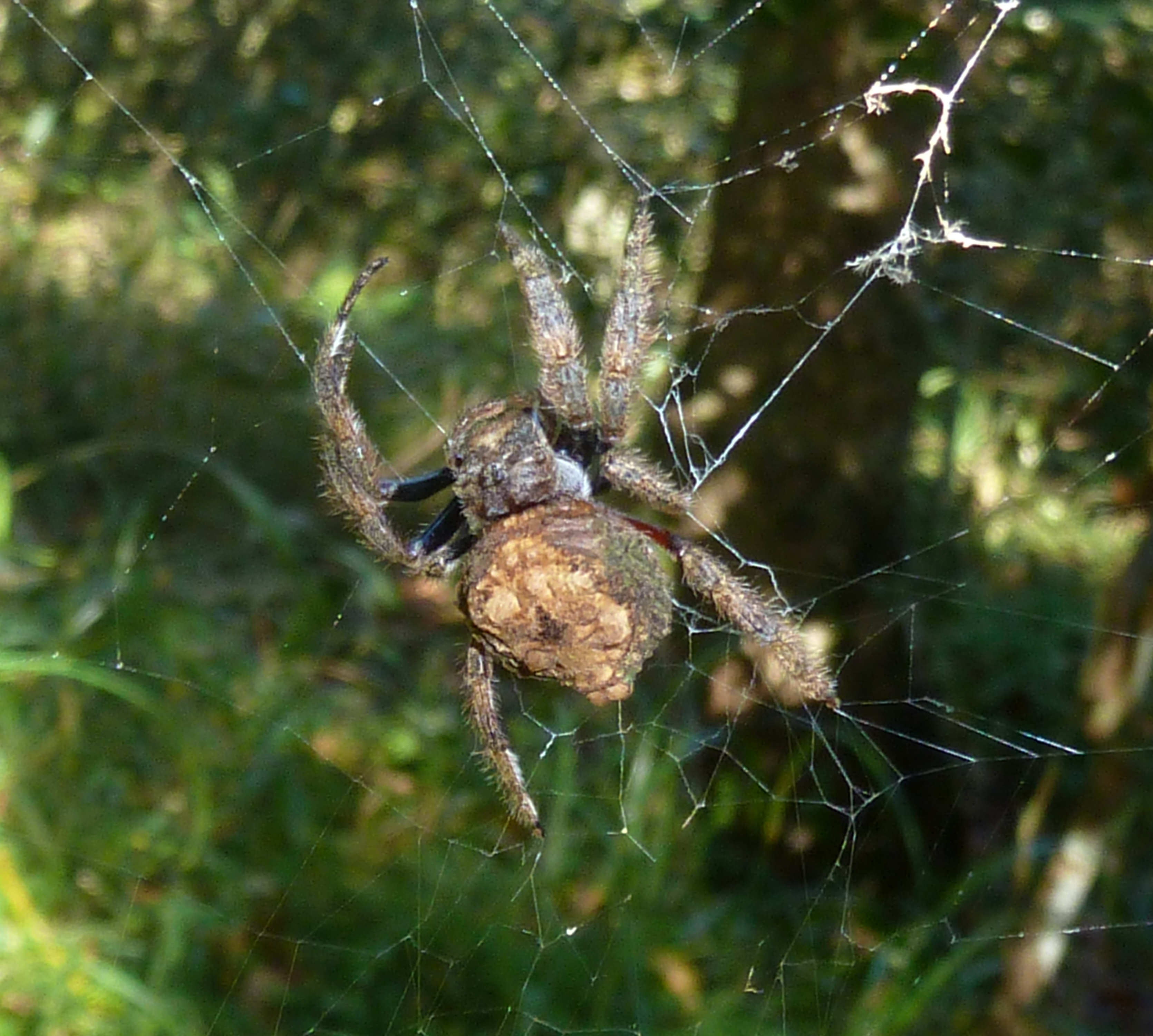
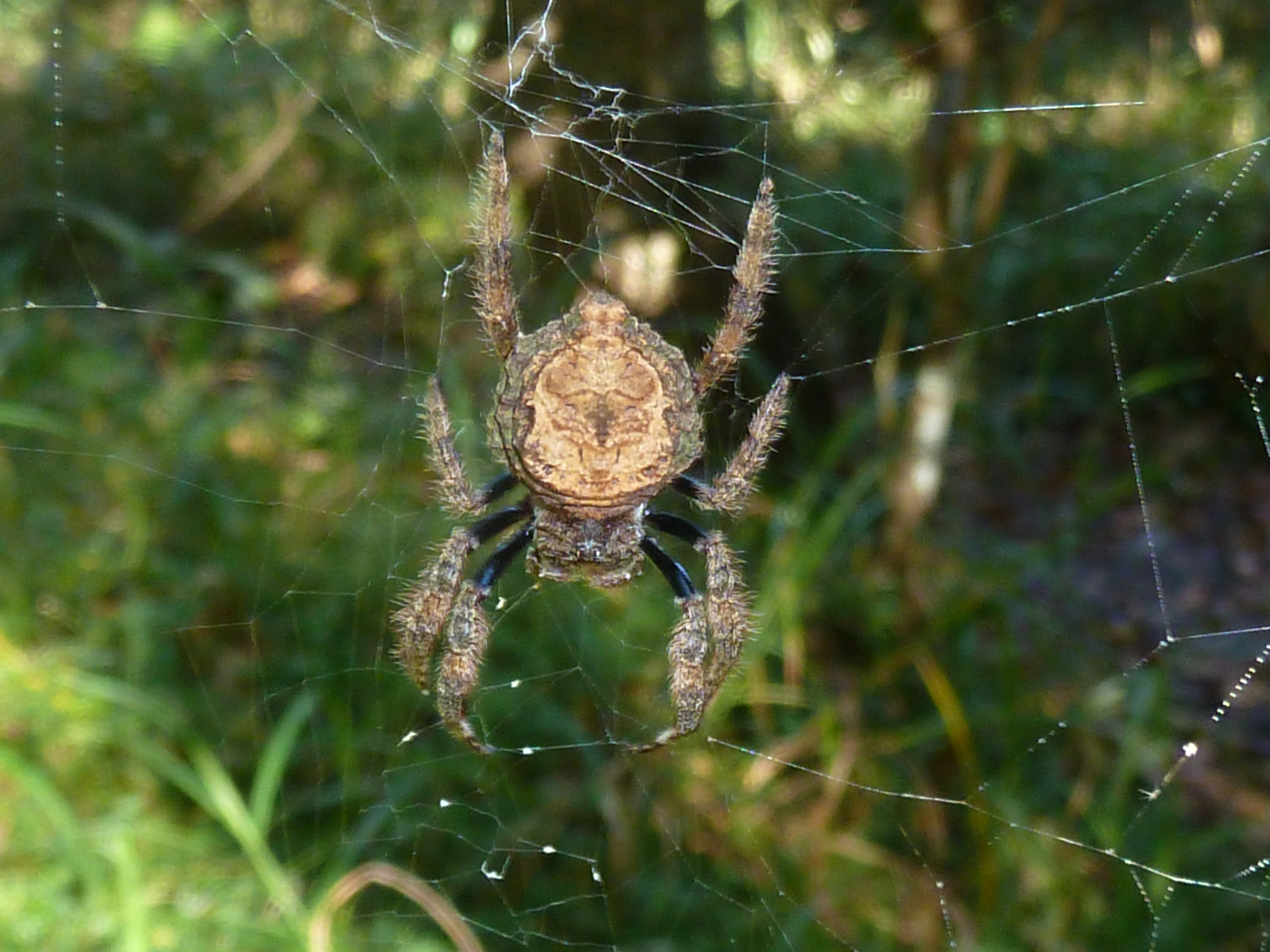
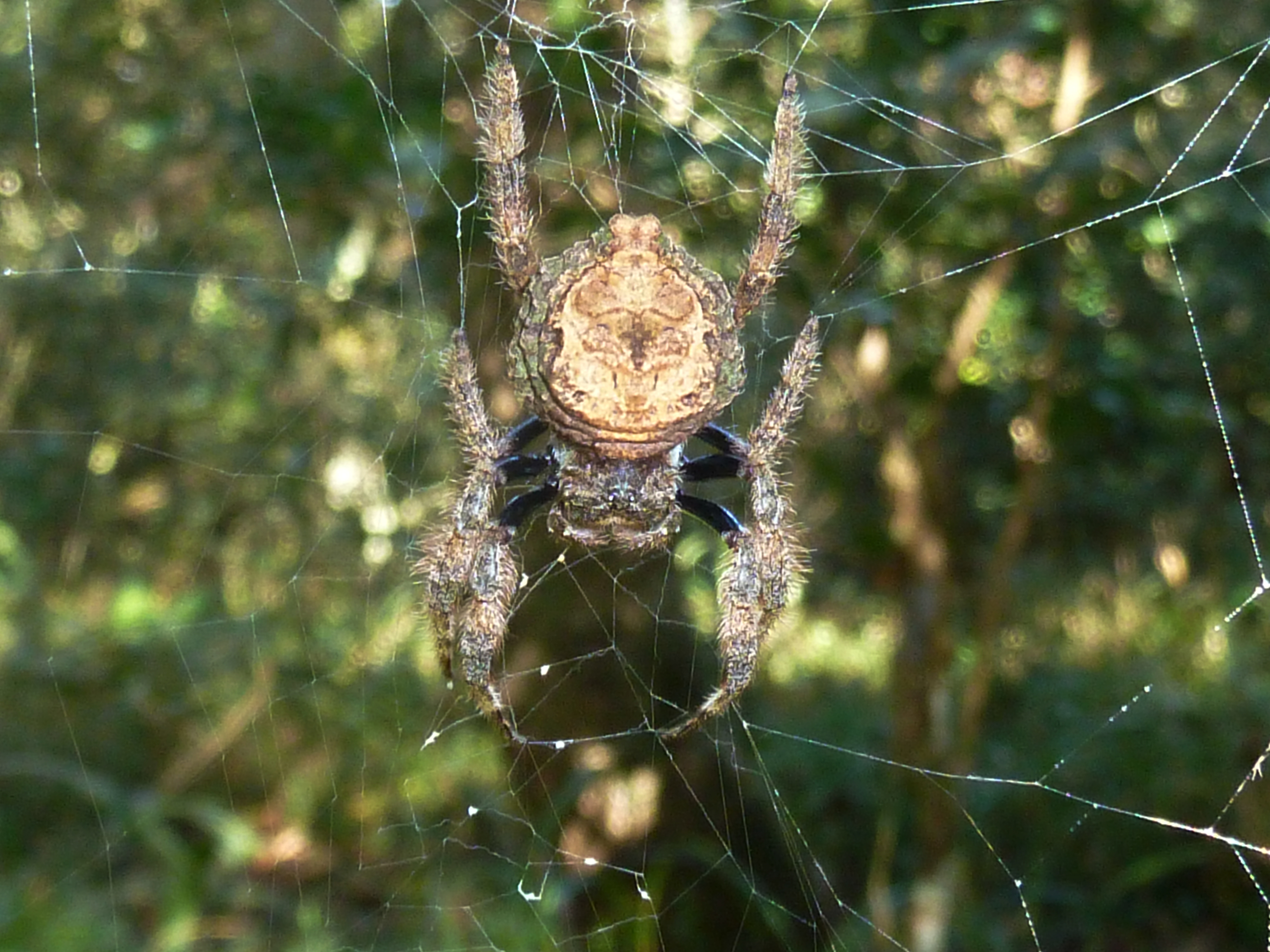

## Publication originale
- Fabricius, 1793 : Entomologiae systematica emendata et aucta, secundum classes, ordines, genera, species adjectis synonimis, locis, observationibus, descriptionibus. Hafniae, vol. 2, p. 407-428.